# Jef Verhelst
Jozef (Jef of Jos) Verhelst (Kuurne, 27 november 1932 – Ieper, 5 juli 2015) was een Belgisch wielrenner.
Ondanks zijn korte profloopbaan wist Verhelst als enige Kuurnenaar Kuurne-Brussel-Kuurne te winnen.

## Belangrijkste overwinningen
1955
- 5e etappe Vredeskoers
- 13e etappe Vredeskoers
- Gent-Ieper

1957
- Kuurne-Brussel-Kuurne

## Resultaten in voornaamste wedstrijden
| Jaar | Ronde van Italië | Ronde van Frankrijk | Ronde van Spanje |
| ---- | ---------------- | ------------------- | ---------------- |
| 1955 |                  |                     |                  |
| 1956 |                  |                     | opgave           |
| 1957 |                  |                     |                  |

| Jaar | Milaan-San Remo | Gent-Wevelgem | Omloop Het Volk | Parijs-Brussel | Kuurne-Br.-Kuurne |
| ---- | --------------- | ------------- | --------------- | -------------- | ----------------- |
| 1955 |                 |               |                 |                | 12e               |
| 1956 |                 |               | 32e             |                | 12e               |
| 1957 | 74e             | 17e           |                 | 32e            | Goud              |